# Bulgarische Eishockeyliga 2005/06
Die Saison 2005/06 war die 54. Spielzeit der bulgarischen Eishockeyliga, der höchsten bulgarischen Eishockeyspielklasse. Meister wurde zum ersten Mal in der Vereinsgeschichte überhaupt Akademik Sofia.

## Modus
In der Hauptrunde absolvierte jede der drei Mannschaften insgesamt zwölf Spiele. Der Erstplatzierte der Hauptrunde wurde Meister. Für einen Sieg erhielt jede Mannschaft zwei Punkte, bei einem Unentschieden gab es einen Punkt und bei einer Niederlage null Punkte.

## Hauptrunde
|    | Klub            | Sp | S | U | N  | Tore  | Punkte |
| -- | --------------- | -- | - | - | -- | ----- | ------ |
| 1. | Akademik Sofia  | 12 | 9 | 2 | 1  | 53:25 | 20     |
| 2. | HK Slawia Sofia | 12 | 5 | 4 | 3  | 51:45 | 14     |
| 3. | HK Lewski Sofia | 12 | 0 | 2 | 10 | 29:63 | 2      |

Sp = Spiele, S = Siege, U = unentschieden, N = Niederlagen, OTS = Overtime-Siege, OTN = Overtime-Niederlage, SOS = Penalty-Siege, SON = Penalty-Niederlage

## Auszeichnungen
Zum besten Torhüter der Saison wurde Konstantin Michailow von Akademik Sofia gewählt. Bester Verteidiger war Kiril Petrow und bester Stürmer Plamen Weselinow, die beide ebenfalls beim Meister spielten.